# Макаровский мост (Кронштадт)
Мака́ровский мост — пешеходный металлический висячий мост через овраг Петровского дока в Кронштадте. Объект культурного наследия России регионального значения.

## Расположение
Расположен в центре Кронштадта. Соединяет Якорную площадь и Красную улицу.
Мост входит в ансамбль Якорной площади, чуть в стороне от Летнего сада.

## Название
В советское время мост официально назывался Красным (по названию улицы), хотя и тогда, даже в официальных документах, использовали другие названия: Висячий, Подвесной, Макаровский.

## История
При строительстве Морского собора возник вопрос — как добираться до места с Петровской пристани Николаю II. На церемонию освящения начала строительства Морского собора Николай II приехал в автомобиле, а на церемонию освящения самого Собора — в открытой карете — по Княжеской улице. Для сокращения пути Комитет по устройству Морского собора, который также отвечал и за устройство памятника С. О. Макарову, решил построить пешеходный мост через овраг Петровского дока. Строительство началось в 1912 году. Пролётное строение моста было собрано рабочими Кронштадтского Пароходного завода всего за 3 месяца.
4 [17] июня 1913 года было выполнено испытание моста в присутствии главного командира вице-адмирала Р. Н. Вирена, капитана над портом контр-адмирала А. А. Хоменко и строительной комиссии под председательством капитана 1 ранга М. К. Батюшкова. На мост была приведена команда в числе 400 человек, прошедшая в ногу. Через полтора месяца после освящения Морского собора — 24 [6] августа 1913 года был открыт и Памятник С. О. Макарову. На открытии присутствовали вдова и сын адмирала.
Со строительством моста через овраг перестало быть необходимым обходить овраг стороной или спускаться вниз — к трём нижним мостам через водоток. Тем не менее, из-за особенности деревянного настила велосипедистам было запрещено пользоваться мостом и после реконструкции в 1940 году.
В 1968 году состояние моста было признано аварийным — произошло полное коррозийное разрушение элементов прохожей части, подвесок, балок боковых пролётов. В 1971 году по заказу Кронштадтского морского завода в институте «Ленгипроинжпроект» был разработан проект капитального ремонта моста (главный инженер проекта Б. Э. Дворкин). Работы выполнены в период с мая по декабрь 1971 года силами СУ-2 треста «Ленмостострой» под руководством старшего производителя работ Е. В. Лейкина.
В ходе работ пилоны и пролётные строения были заменены на сварные, изготовленные Кронштадтским морским заводом. Для прочности каркас настила покрыли металлическими листами, а уже затем залили асфальтом. Опоры реконструировались в верхней части для закрепления на них оттяжек и пилонов с восстановлением облицовки в первоначальном виде. Основные генеральные размеры сооружения, внешний вид и статические схемы пролётов были сохранены. Длина моста составляет 91,4 м, ширина — 2,1 м.